# マクシミリアン・マーテラー
マクシミリアン・マーテラー (ドイツ語: Maximilian Marterer,  1995年6月15日 - ) は、ドイツ・ニュルンベルク出身の男子プロテニス選手。身長191cm。左利き。バックハンド・ストロークは両手打ち。ATPツアーではシングルス・ダブルスともにまだ優勝はない。自己最高ランキングはシングルス45位。ダブルス249位。

## 選手経歴

### 2015年 ATPツアー参戦
1月にシュトゥットガルトで開催されたITF男子サーキットの大会で決勝でベラルーシのウラジミール・イグナチクに勝利し、初優勝を飾った。6月のメルセデス・カップでは、ワイルドカードを与えられてATPツアー初出場を果たした。

### 2016年 チャレンジャー初優勝
全豪オープンの予選に出場し、四大大会の予選初出場となったが、予選1回戦で敗れた。9月にメクネスで開催されたATPチャレンジャーツアーの大会で決勝でウラジミール・イグナチクに勝利し、チャレンジャー初優勝を飾った。

### 2017年 トップ100入り
全米オープンでは予選を勝ち上がり、初めて四大大会の本戦に出場した。本戦では1回戦ドナルド・ヤングに敗れた。10月16日の世界ランキングは100位となり、初めて世界ランキング100位圏内に入った。

### 2018年 トップ50入り
全豪オープンには本戦から出場した。1回戦ではセドリク＝マルセル・シュテーベとの同国対決にストレート勝ちし、2回戦ではフェルナンド・ベルダスコにフルセットの末に勝利した。3回戦ではアメリカ合衆国のテニーズ・サンドグレンに敗れた。2月のソフィア・オープンでは、2回戦でポルトガルのジョアン・ソウザを破り、準々決勝に進出。準々決勝でミルザ・バシッチに敗れた。5月のBMWオープンでは、2回戦で第3シードのディエゴ・シュワルツマンを破るなどして準決勝に進出し、準決勝でフィリップ・コールシュライバーとの同国対決に敗れた。

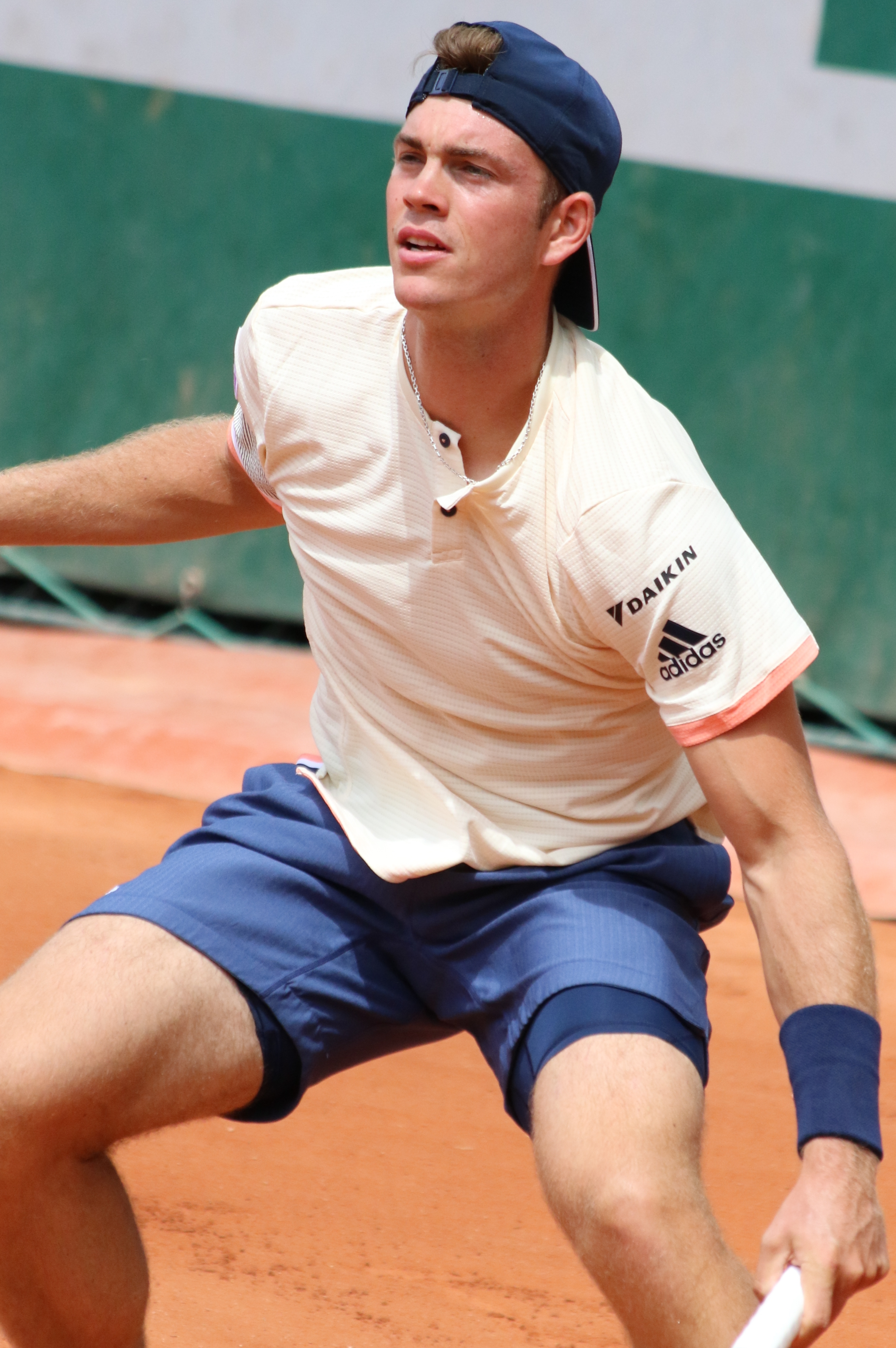
2018年全仏オープンでのマクシミリアン・マーテラー

全仏オープンでは、1回戦でライアン・ハリソンを、2回戦で第24シードのデニス・シャポバロフを破った。3回戦でユルゲン・ゾップを破り、4回戦進出。4回戦では第1シードのスペインのラファエル・ナダルにストレートで敗れた。
ウィンブルドン選手権では、1回戦で第27シードのダミル・ジュムールに敗れた。8月のオーストリア・オープンでは、準々決勝でデニス・イストミンに敗れた。全米オープンでは、1回戦で第21シードの錦織圭に敗れた。

### 2021年 トップ200復帰
トップ200圏外となった世界ランキング215位で迎えた全仏オープンではフィリップ・クライノビッチに初戦敗退。209位として迎えた全米オープンではスティーブ・ジョンソン (テニス選手) に初戦敗退となった。年間最終ランキングは229位。

### 2022年 トップ150復帰
全豪オープンでは予選3試合を制し、本戦出場するも、テイラー・フリッツにストレートで初戦敗退。ウィンブルドン選手権でも予選通過し、1回戦でアルヤジ・ベデネを下し、3年ぶりとなるグランドスラム初戦突破を果たした。2回戦ではフランシス・ティアフォーに敗れた。全米オープンでも予選を突破するも、マリン・チリッチにストレートで初戦敗退。年間最終ランキングは159位。

### 2023年 トップ100復帰
3月、BNPパリバ・オープンでは3年以上もの間ATPマスターズ1000に出場していなかったが、予選を通過したことで本戦出場を果たした。本戦1回戦では同じく予選通過者のアレハンドロ・タビロに4-6, 3-6のストレートで初戦敗退。

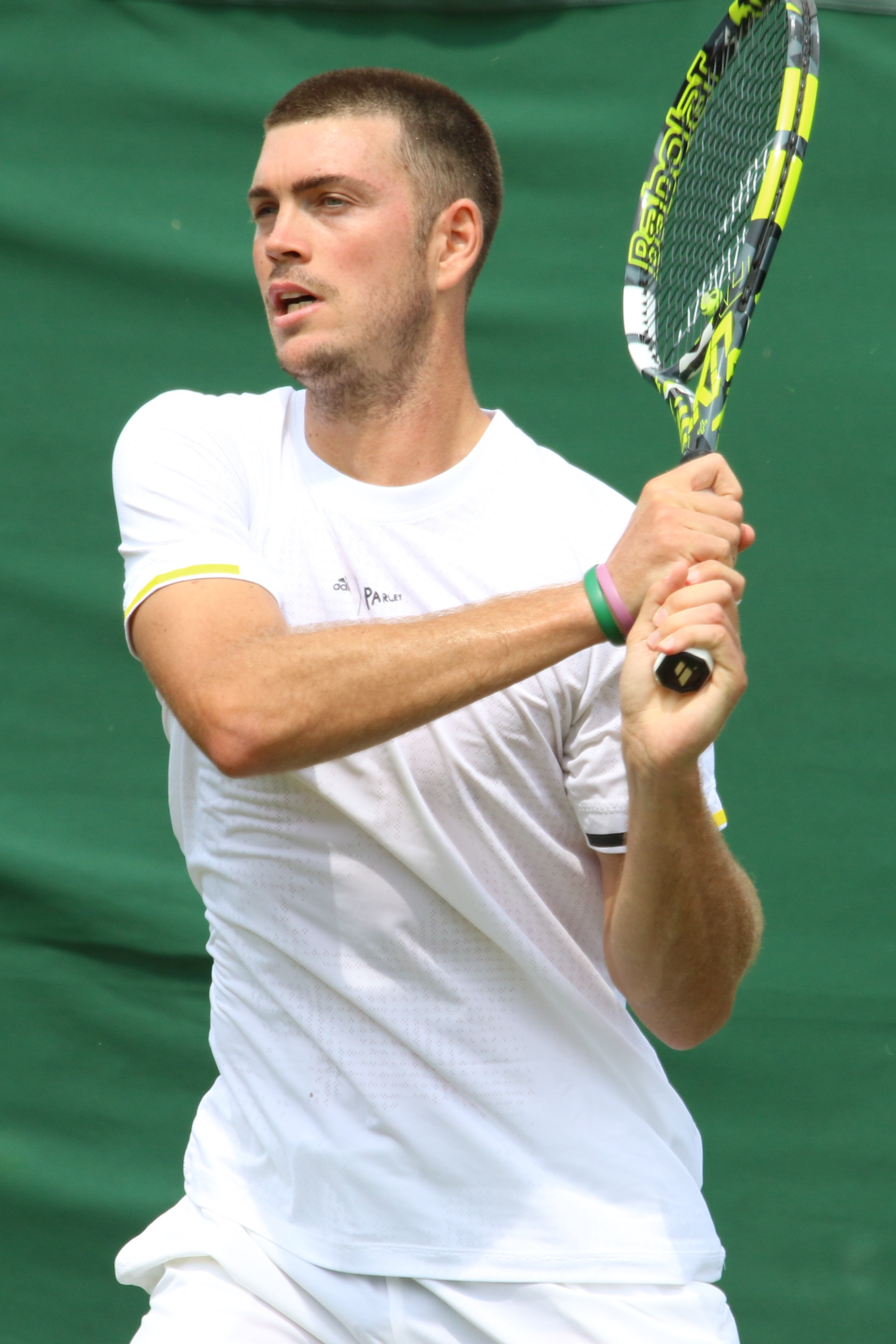
2023年ウィンブルドン選手権でのマクシミリアン・マーテラー

7月、ウィンブルドン選手権では予選3試合を制して本戦出場となる。1回戦でボルナ・ゴジョ、2回戦ではラッキールーザーであるマイケル・モーを破り、同大会初の3回戦進出を果たした。3回戦ではアレクサンダー・ブブリクにストレートで敗れた。
10月、ヨーロピアン・オープンでは予選通過者としてリシャール・ガスケ、ユーゴ・ガストンらを破り、ベスト4進出を果たした。準決勝ではブブリクにストレートで敗退。
ドイツチームの一員として、2024年ユナイテッド・カップに男子選手の2番手として選抜された。ヴォルフクラン オープンで準優勝したことで、2023年11月6日にトップ100に復帰した。さらにダンデリード・チャレンジャーでは決勝でブランドン・ナカシマを2-6, 6-4, 6-3の逆転で破り、ATPチャレンジャーツアー9勝目を挙げた。年間最終ランキングは91位。

### 2024年 ユナイテッドカップ初優勝
1月、ユナイテッド・カップではドイツ代表としてグループ・ステージでのフランス戦の混合ダブルスのみ参戦した。結果は6-7(4), 6-2, 10-12の接戦の末に敗れるも、チームの初優勝に貢献した。全豪オープンではヌーノ・ボルヘスにストレートで初戦敗退。
2月、カタール・エクソンモービル・オープンとドバイ・テニス選手権では両大会とも予選を通過するも、初戦敗退。
5月、全仏オープンではジョーダン・トンプソンを6-3, 6-2, 6-0のストレートで破るも、2回戦でジズー・ベルグスに6-3, 3-6, 1-6, 3-6の逆転で敗れた。
7月、ウィンブルドン選手権ではロベルト・バウティスタ・アグートに3-6, 1-6, 4-6のストレートで初戦敗退。2024年パリオリンピックのテニス競技ではドイツ代表としてオリンピック初出場となる。1回戦ではセルビア代表のラスロ・ジェレを下して、初戦突破を果たした。
8月、全米オープンではラッキールーザーとして本戦出場となったが、第4シードのアレクサンダー・ズベレフから第2セットを奪う奮闘を見せるも2-6, 7-6(5), 3-6, 2-6で初戦敗退。

## ATPチャレンジャーツアー決勝進出結果

### シングルス: 20回（12勝8敗）
| 大会                 |
| -------------------- |
| チャレンジャー (6–2) |
| フューチャーズ (6–6) |

| サーフェス別決勝進出回数 |
| ------------------------ |
| ハード (3–2)             |
| クレー (6–4)             |
| 芝 (0–0)                 |
| カーペット (3–2)         |

| 結果   | 勝敗 | 日付       | 大会               | サーフェス | 対戦相手                   | スコア                  |
| ------ | ---- | ---------- | ------------------ | ---------- | -------------------------- | ----------------------- |
| 準優勝 | 0–1  | 2013年10月 | エッセン           | ハード     | Adrian Sikora              | 7–6(7–5), 4–6, 1–6      |
| 準優勝 | 0–2  | 2014年5月  | コペル             | クレー     | Janez Semrajc              | 6–3, 3–6, 4–6           |
| 準優勝 | 0–3  | 2014年6月  | ヴロツワフ         | クレー     | Jan Šátral                 | 4–6, 6–7(4–7)           |
| 準優勝 | 0–4  | 2014年8月  | ユーバーリンゲン   | クレー     | Nils Langer                | 4–6, 6–3, 2–6           |
| 準優勝 | 0–5  | 2014年10月 | ゲーレン＝レビン   | カーペット | Mats Moraing               | 6–7(4–7), 6–7(4–7)      |
| 優勝   | 1–5  | 2015年1月  | シュトゥットガルト | ハード     | ウラジミール・イグナチク   | 6–4, 4–6, 7–5           |
| 優勝   | 2–5  | 2015年1月  | カールスト         | カーペット | Marek Michalička           | 7–6(7–5), 6–4           |
| 準優勝 | 2–6  | 2015年2月  | ヌスロッホ         | カーペット | ルーベン・ベーメルマンス   | 3–6, 7–6(7–2), 6–7(5–7) |
| 優勝   | 3–6  | 2015年6月  | バジリカノヴァ     | クレー     | Tom Kočevar-Dešman         | 6–3, 6–2                |
| 優勝   | 4–6  | 2015年10月 | ハンバッハ         | カーペット | Marc Sieber                | 6–2, 6–2                |
| 優勝   | 5–6  | 2016年4月  | ハンマメット       | クレー     | Jules Okala                | 6–2, 6–1                |
| 優勝   | 6–6  | 2016年7月  | トリーア           | クレー     | フェデリコ・コリア         | 6–1, 6–2                |
| 準優勝 | 0–1  | 2016年8月  | メーアブッシュ     | クレー     | フロリアン・マイヤー       | 6–7(4–7), 2–6           |
| 優勝   | 1–1  | 2016年9月  | メクネス           | クレー     | ウラジミール・イグナチク   | 7–6(7–3), 6–3           |
| 優勝   | 2–1  | 2016年9月  | ケニトラ           | クレー     | モハメド・サフワット       | 6–2, 6–4                |
| 準優勝 | 2–2  | 2017年2月  | シェルブール       | ハード     | マティアス・ブルグ         | 3–6, 6–7(3–7)           |
| 優勝   | 3–2  | 2017年9月  | バニャ・ルカ       | クレー     | カルロス・タベルネル       | 6–1, 6–2                |
| 優勝   | 4–2  | 2017年10月 | モンテレイ         | ハード     | ブラッドリー・クラーン     | 7–6(7–3), 7–6(8–6)      |
| 優勝   | 5–2  | 2017年11月 | エッケンタール     | カーペット | イェジ・ヤノヴィッツ       | 7–6(10–8), 3–6, 6–3     |
| 優勝   | 6–2  | 2018年2月  | シェルブール       | ハード     | コンスタン・レスティエンヌ | 6–4, 7–5                |

### ダブルス: 9回（7勝2敗）
| 大会                 |
| -------------------- |
| チャレンジャー (2–1) |
| フューチャーズ (5–1) |

| サーフェス別タイトル |
| -------------------- |
| ハード (0–1)         |
| クレー (6–1)         |
| 芝 (0–0)             |
| カーペット (1–0)     |

| 結果   | 勝敗 | 日付       | 大会                       | サーフェス | パートナー           | 対戦相手                               | スコア                |
| ------ | ---- | ---------- | -------------------------- | ---------- | -------------------- | -------------------------------------- | --------------------- |
| 優勝   | 1–0  | 2014年6月  | ヴロツワフ                 | クレー     | Kevin Kaczynski      | Adam Majchrowicz Rafal Teurer          | 6–4, 6–4              |
| 優勝   | 2–0  | 2014年10月 | バート・ザルツデットフルト | カーペット | ケビン・クラヴィエツ | Denis Kapric Lukas Ruepke              | 6–3, 7–6(7–4)         |
| 優勝   | 3–0  | 2014年11月 | アンタルヤ                 | クレー     | ケビン・クラヴィエツ | Janez Semrajc Tristan-Samuel Weissborn | 6–3, 6–2              |
| 準優勝 | 3–1  | 2015年1月  | シュトゥットガルト         | ハード     | ケビン・クラヴィエツ | Tom Jomby Mick Lescure                 | 6–7(4–7), 4–6         |
| 優勝   | 4–1  | 2015年6月  | バジリカノヴァ             | クレー     | ダニエル・マズア     | Gerard Granollers Mark Vervoort        | 6–2, 1–6, [10–4]      |
| 優勝   | 5–1  | 2015年7月  | ケン                       | クレー     | ケビン・クラヴィエツ | Max Bohl Benedikt Müller               | 6–0, 6–1              |
| 優勝   | 1–0  | 2015年9月  | メクネス                   | クレー     | ケビン・クラヴィエツ | Gianluca Naso Riccardo Sinicropi       | 7–5, 6–1              |
| 準優勝 | 1–1  | 2015年9月  | ケニトラ                   | クレー     | ケビン・クラヴィエツ | Gerard Granollers Oriol Roca Batalla   | 6–3, 6–7(4–7), [8–10] |
| 優勝   | 2–1  | 2016年9月  | ケニトラ                   | クレー     | ケビン・クラヴィエツ | Uladzimir Ignatik Michael Linzer       | 7–6(8–6), 4–6, [10–6] |

## ジュニアグランドスラム決勝結果

### ダブルス: 1回（0勝1敗）
| 結果   | 日付         | 大会         | サーフェス | パートナー           | 対戦相手                                        | スコア        |
| ------ | ------------ | ------------ | ---------- | -------------------- | ----------------------------------------------- | ------------- |
| 準優勝 | 全豪オープン | 全豪オープン | ハード     | ルーカス・ミードラー | ブラッドリー・マウズリー ジェイ・アンドリイッチ | 3–6, 6–7(3–7) |

## 成績
| 大会           | 2015 | 2016 | 2017 | 2018 | 2019 | 勝敗 |
| -------------- | ---- | ---- | ---- | ---- | ---- | ---- |
| 全豪オープン   | A    | Q1   | Q1   | 3R   | 2R   | 3–2  |
| 全仏オープン   | A    | A    | Q2   | 4R   | 1R   | 3–2  |
| ウィンブルドン | A    | A    | Q1   | 1R   | A    | 0–1  |
| 全米オープン   | A    | A    | 1R   | 1R   | A    | 0–2  |

### 大会最高成績
| 大会                 | 成績 | 年               |
| -------------------- | ---- | ---------------- |
| ATPファイナルズ      | A    | 出場なし         |
| インディアンウェルズ | 2R   | 2018, 2019       |
| マイアミ             | 2R   | 2018, 2019       |
| モンテカルロ         | Q1   | 2018, 2019, 2024 |
| マドリード           | Q1   | 2023, 2024       |
| ローマ               | 1R   | 2024             |
| カナダ               | A    | 出場なし         |
| シンシナティ         | 1R   | 2017, 2018       |
| 上海                 | 1R   | 2018             |
| パリ                 | A    | 出場なし         |
| オリンピック         | 2R   | 2024             |
| デビスカップ         | QF   | 2024             |
| ユナイテッド・カップ | W    | 2024             |